# Festival dalmatinskih klapa Omiš
Festival dalmatinskih klapa u Omišu (skr. FDK Omiš ili FDK), najugledniji je hrvatski klapski festival te jedan od najvažnijih godišnjih glazbenih događaja u Dalmaciji, ali i općenito u hrvatskoj glazbi. Prema svomu Statutu, Festival je javna ustanova, čiji je osnivač i vlasnik Grad Omiš. Svojim značajem i višedesetljetnom tradicijom utjecao je na razvoj i popularizaciju klapskoga pjevanja izvan granica Dalmacije, a vremenom i Hrvatske te se prometnuo u jedan od najprepoznatljivijih hrvatskih kulturnih događaja. Svojevrsni je dalmatinski pandan Vinkovačkim jesenima ili Festivalu kajkavske popevke u Krapini.
Predsjednik Franjo Tuđman odlikovao je 1996. Festival Poveljom Republike Hrvatske „za osobite zasluge na promicanju, očuvanju i razvoju glazbene kulture klapskih pjesama u Hrvata, a u prigodi tridesete obljetnice svog djelovanja.”

## Povijest
Prvi je organiziran 1967. godine s ciljem da se u turističkoj sezoni spontane skupine pjevača nađu zajedno i zapjevaju pred publikom na način kako inače u svojoj sredini pjevaju u klapi. Bilo je to spontano pjevanje koje se izvodilo po sluhu, a ne prema notnom zapisu. Međutim, to je pjevanje bilo nedovoljno dotjerano, tek ponešto obrađeno, ali je u sebi nosilo iskonsku privlačnost i snagu autentičnosti. Bila je to suprotnost dominirajućim, uvježbanim ansamblima koji su se pod „dalmatinskim“ mogli tada javno čuti (npr. „Ansambl Dalmacija“; „Grupa Dalmatinaca Petra Tralića“ iz Zagreba; „Jeka Jadrana“ iz Splita). Svi su pjevali uz instrumentalnu pratnju.
Omiš je sljedećih godina nastojao u iskazivanju intimnog serenadnog zvuka, lirskih sadržaja, širokih tempa a da bi se uživalo u akordu, skladu svih dionica. I naravno, isključivo u „a cappella“ izvedbi. Ubrzo se pokazalo da „lijepo pjevanje“ postaje bitnom kvalitetom i u vrednovanju izvedbe i u predstavljanju klape. Traži se homogenost zvuka, usklađenost i ravnoteža glasova, fuzija akorda, besprijekorna i sigurna intonacija, jasna artikulacija i izgovor, te izražajnost i uživljenost u interpretaciji teksta.
Uloga voditelja i obrađivača (njih preko 400) postaje izuzetno značajnom kako za oblikovanje i prilagodbu izvornih napjeva tako i za izvedbu klape u sve jačoj konkurenciji klapa koje se bore za festivalske nagrade. 
Izvorni klapski napjevi su temelj cjelokupnoga festivalskoga programa. Do sada je na Omiškom festivalu izvedeno preko 1250 naslova (ako se izuzmu varijante, njihov broj je preko 900).
U okviru Festivala (od 1968. godine) ustanovljena je posebna natjecateljska večer novih skladbi, a s ciljem povećanja fundusa klapskih pjesama koje nastavljaju tradiciju, ali donose i nove ideje i nova glazbena oblikovanja u duhu tradicijske dalmatinske klapske pjesme. Do sada je izvedeno preko 500 novih skladbi.
Izdavačka djelatnost Festivala dalmatinskih klapa u Omišu jedan je od važnih čimbenika koji je dao težinu svemu izvedenom, a zatim zabilježenom, analiziranom, dokumentiranom te predstavljenom, a na uporabu budućim generacijama (Zbornici I, II i III; Leut; Večeri novih skladbi; te prigodna diskografska izdanja). U njihovu ostvarenju uključeni su priznati stručnjaci s područja etnomuzikologije te drugi suradnici (teoretičari, muzikolozi, dirigenti, skladatelji, voditelji zborova i klapa, obrađivači, melografi…). Ovi profili čine i stručno ocjenjivačko povjerenstvo koje najboljim klapama dodjeljuje Zlatni, Srebrni i Brončani štit s povijesnim grbom grada Omiša.
U međuvremenu, osmislile su se posebne večeri debitanata, popularne klapske pjesme, pjesme uz pratnju gitare(a), večer mješovitih klapa koje se odvijaju izvan Omiša (Bolu na Braču, Blatu na Korčuli, Vodicama kod Šibenika i Opuzenu).
Od 1991. godine ustanovljena je posebna natjecateljska i završna večer ženskih klapa koje su se do tada natjecale u zajedničkoj konkurenciji s muškim klapama. Zadranke su jedina ženska klapa koja se prije toga natjecala u muškoj konkurenciji.
Tijekom više od 45 godina Festivala dalmatinskih klapa u Omišu omiškom pozornicom prošlo je više od 4000 pjevača te nastupilo oko 470 klapa.[nedostaje izvor]

## Mediji
Završne večeri muških i ženskih klapa redovito prenosi Hrvatska radiotelevizija. Izborne večeri prenosi i Radio Split.

## Vanjske poveznice
- Službene mrežne stranice Festivala
- Službeni kanal na YouTubeu